# Promachus parvus
Promachus parvus là một loài ruồi trong họ Asilidae. Promachus parvus được Bromley miêu tả năm 1931. Loài này phân bố ở vùng nhiệt đới châu Phi.